# Podospora hirsuta
Podospora hirsuta är en svampart som beskrevs av P.A. Dang. 1907. Podospora hirsuta ingår i släktet Podospora och familjen Lasiosphaeriaceae.   Inga underarter finns listade i Catalogue of Life.